# Кучешки впряг
Кучешки впряг е шейна, теглена от кучета, използвана за доставки, транспорт и пренос на пощата през зимата върху лед и сняг. Днес се използва предимно с цел състезания, но в някои райони на Сибир е все още предпочитаният метод на превоз. Шейната е не по-дълга от 2,5 метра и е висока 1 метър.
За първи път кучешките впрягове са използвани от местните племена в Канада преди идването на европейците и след това в продължение на векове са използвани за пътуване и лов. Всяка шейна има куче-водач, което е отглеждано със специална тренировка и ценено много. Руал Амундсен използва кучешки впряг за да достигне Южния полюс. През 1932 година на зимните олимпийски игри са включени състезания по надпревара с кучешки впрягове.